# 1830 în literatură
Anul 1830 în literatură a implicat o serie de evenimente și cărți noi semnificative.  